# Sugawara no Takasue no Musume
Sugawara no Takasue no Musume (菅原孝標女 Gian Nguyên Hiếu Tiêu nữ, khoảng năm 1008 – sau năm 1059), là một nữ tác giả Nhật Bản sống vào thời Heian. "Sugawara no Takasue no Musume" có nghĩa là con gái của Sugawara no Takasue. Không rõ tên thật của bà là gì. Tuy nhiên, học giả người Anh Ivan Morris, đã dịch cuốn nhật ký riêng của bà thì gọi bằng cái tên Phu nhân Sarashina.
Bà nổi danh với cuốn du ký kinh điển thời Heian là Sarashina Nikki (Nhật ký Sarashina). Trong những năm cuối đời, văn nhân Fujiwara no Teika đã ngưỡng mộ nó đến mức phải sao chép lại để nghiền ngẫm cho riêng mình.